# Franz Sontag

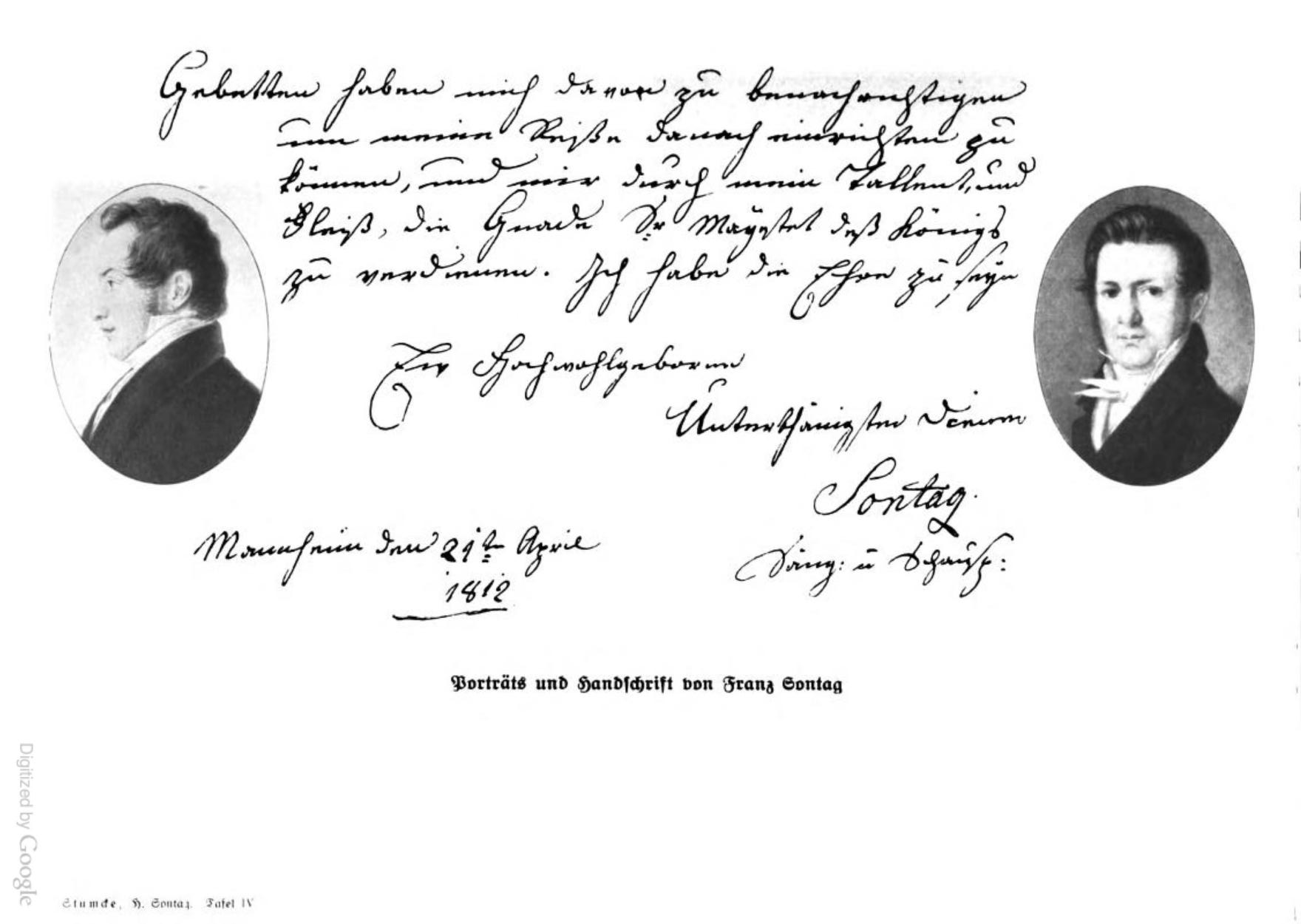
Porträt und Handschrift von Franz Sontag

Franz Anton Sontag (* 27. Januar 1783 in Mainz; † 28. März 1819 ebenda) war ein deutscher Sänger und Schauspieler.

## Leben
Sontag war der Sohn des Churfürstlichen Hofbedienten Martin Sontag und seiner aus Dinkelsbühl stammenden Ehefrau Anna Maria Apollonia Pasaquay. Er heiratete seine Kollegin, die Schauspielerin Franziska Martloff und hatte mit ihr zwei Töchter: Henriette und Nina, die später ebenfalls am Theater reüssierten. Zwischen 1805 und 1812 war Sontag am Theater Koblenz engagiert.

## Rollen (Auswahl)
- Papageno – Die Zauberflöte (Wolfgang Amadeus Mozart)
- Larifari – Kasperl (frei nach Franz Graf von Pocci)
- … – Lodoïska (Luigi Cherubini)